# Anna di Brooklyn
Anna di Brooklyn is een Italiaanse filmkomedie uit 1958 onder regie van Carlo Lastricati en Vittorio De Sica. De film werd destijds in Nederland uitgebracht onder de titel Liefde, dollars en chianti.

## Verhaal
Na de dood van haar man keert een knappe weduwe uit New York terug naar Italië. Door haar geld en schoonheid trekt ze de aandacht van alle mannen in het dorp. Alleen de plaatselijke smid, de enige man die ze echt leuk vindt, heeft geen oog voor haar.

## Rolverdeling
| Acteur             | Personage     |
| ------------------ | ------------- |
| Gina Lollobrigida  | Anna          |
| Vittorio De Sica   | Don Luigi     |
| Dale Robertson     | Raffaele      |
| Amedeo Nazzari     | Ciccone       |
| Carla Macelloni    | Rosina        |
| Luigi De Filippo   | Zitto-Zitto   |
| Clelia Matania     | Camillina     |
| Augusta Ciolli     | Tante Carmela |
| Renzo Cesana       | Baron         |
| Peppino De Filippo | Apotheker     |
| Terence Hill       | Chicco        |